# 2-Hidroksi-6-oksonona-2,4-diendioatna hidrolaza
2-Hidroksi-6-oksonona-2,4-diendioatna hidrolaza (EC 3.7.1.14, mhpC (gen)) je enzim sa sistematskim imenom (2Z,4E)-2-hidroksi-6-oksona-2,4-dienedioat sukcinilhidrolaza. Ovaj enzim katalizuje sledeću hemijsku reakciju
(1) ()-2-hidroksi-6-oksonona-2,4-dien-1,9-dioat + 2O {\displaystyle \rightleftharpoons } (2)-2-hidroksipenta-2,4-dienoat + sukcinat
(2) ()-2-hidroksi-6-oksonona-2,4,7-trien-1,9-dioat + 2O {\displaystyle \rightleftharpoons } (2Z)-2-hidroksipenta-2,4-dienoat + fumarat
Ovaj enzim katalizuje jedan od koraka u degradaciji fenilpropanoidnih jedinjenja.

## Literatura
- Nicholas C. Price; Lewis Stevens (1999). Fundamentals of Enzymology: The Cell and Molecular Biology of Catalytic Proteins (Third изд.). USA: Oxford University Press. ISBN 019850229X.
- Eric J. Toone (2006). Advances in Enzymology and Related Areas of Molecular Biology, Protein Evolution (Volume 75 изд.). Wiley-Interscience. ISBN 0471205036.
- Branden C; Tooze J. Introduction to Protein Structure. New York, NY: Garland Publishing. ISBN 0-8153-2305-0.
- Irwin H. Segel. Enzyme Kinetics: Behavior and Analysis of Rapid Equilibrium and Steady-State Enzyme Systems (Book 44 изд.). Wiley Classics Library. ISBN 0471303097.

## Spoljašnje veze
- 2-hydroxy-6-oxonona-2,4-dienedioate+hydrolase на 